# Ivan Roškar

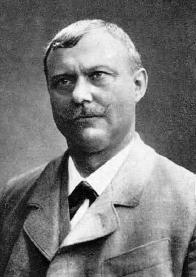
Ivan Roškar, um 1930

Ivan Roškar, auch Johann Roškar (* 8. April 1860 in Schittanzen (Žitence), heute Gemeinde Sveti Jurij v Slovenskih goricah, Untersteiermark; † 23. Mai 1933 in St. Georgen in Windischbüheln (Sv. Jurij v Slovenskih goricah), Jugoslawien) war Realitätenbesitzer und Abgeordneter zum Österreichischen Abgeordnetenhaus sowie jugoslawischer Landwirtschaftsminister.

## Leben
Ivan Roškar war ein uneheliches Kind, die Mutter war die Gastwirtin Anna Roškar, verwitwete Wratschko. Der Vater war der Zimmermann Georg Knuplesch (Jurij Knupleš). Er besuchte eine Volksschule in St. Georgen in Windischbüheln und machte danach eine Zimmermannslehre in Wagnitz in der Gemeinde Feldkirchen. Er war bis 1908 Landwirt in Mallenberg (Malna) und übergab den Hof an einen Sohn.
Er war 1907 Obmann des slowenischen Bauernverbands für die Steiermark (Slovenska kmečka zveza za štajerska).
Von 1902 bis 1918 war er Mitglied im steiermärkischen Landtag (IX. und X. Wahlperiode). Weiters war er Obmann-Stellvertreter der Bezirksvertretung in St. Leonhard in Windischbüheln (Sv. Lenart v Slovenskih goricah). Ab 1885 war er Bürgermeister von Mallenberg.
Nach dem Ersten Weltkrieg war er Mitglied der jugoslawischen provisorischen Versammlung und bis 1921 von der verfassungsgebenden Versammlung. 1920 wurde er Landwirtschaftsminister im Kabinett der zweiten Regierung von Stojan Protić in Jugoslawien und bis 1933 war er Bürgermeister von Sveti Jurij v Slovenskih goricah.
Er war römisch-katholisch und ab 1885 verheiratet mit Aloisia Rantaša, mit der er fünf Söhne und zwei Töchter hatte. Ein Sohn starb jung, ein weiterer Sohn ist im Ersten Weltkrieg gefallen.

## Politische Funktionen
Ivan Roškar war vom 17. Juni 1907 bis zum 12. November 1918 Abgeordneter des Abgeordnetenhauses im Reichsrat (XI. und XII. Legislaturperiode). Er vertrat im Abgeordnetenhaus in beiden Legislaturperioden das Kronland Steiermark und war für den Wahlbezirk Steiermark 24 (Landgemeinden Marburg nördlicher Teil (links der Drau), St. Leonhard, Luttenberg, Oberradkersburg) zuständig.

## Klubmitgliedschaften
Ivan Roškar war ab 1907 im Slowenischen Klub (Slovenski Klub) und ab 1911 bei der Kroatisch-slowenischen Vereinigung (Hrvatsko slovenska zajednica) im Kroatisch-slowenischen Klub (Hrvatsko slovenski Klub). Ab dem 29. Mai 1917 gehörte er dem slowenisch-katholischen Südslawischen Klub (Jugoslovanski Klub) an. 1909 war er bei der Allslowenischen Volkspartei (Vseslovenska ljudska stranka).